# Agénor Chapuy
Jean-Baptiste-Agénor-Désiré Chapuy est un sculpteur né à Francheville (Eure) le 24 février 1838 et mort après 1899.

## Biographie
Agénor Chapuy est né à Francheville (Eure) en 1838. Il fut élève de Ottin, Calmels et Jouffroy. Il a débuté au Salon de 1868 et a exposé de nombreux portraits, bustes et médaillons jusqu'en 1899, époque où il demeurait à Paris, 34, rue Saint-Jacques.

## Œuvres
- Portrait de Louis Provost, Médaillon en marbre, sur sa sépulture au Cimetière du Père Lachaise (49ème division), à Paris.
- Portraits de M. et Mme Abel de Pujol. Médaillon en bronze. Salon de 1869 (n° 3299).
- Portrait de M. E. B... Médaillon en bronze. Salon de 1869 (n° 3300).
- Portrait de M. A. G... Médaillon en marbre. Salon de 1872 (n° 1597).
- Mme la baronne T... Buste en terre cuite. Salon de 1873 (n° 1567).
- M. C. Monginot. Buste en terre cuite. Salon de 1873 (n° 1568).
- Portrait de Mme... Buste en plâtre. Salon de 1874 (n° 2741).
- Portrait de Mme G. B... Buste en plâtre. Salon de 1876 (n°3134).
- Portrait de Mme L... Médaillon en plâtre. Salon de 1876 (n° 3135).
- M. Maurice Labroquère. Buste en marbre. Salon de 1877 (n° 3645).
- M. André Gill. Buste en plâtre. Salon de 1878 (no 4116).
- « Mon père ». Buste en plâtre. Salon de 1879 (n° 4872).
- M. le professeur Pajot. Buste en plâtre. Salon de 1879 (n° 4873). Ce buste reparut en bronze au Salon de 1880 (n° 6178).
- Mlle A. Molin. Buste en plâtre. Salon de 1881 (n° 3715).
- Mme Simon Girard. Buste en plâtre. Salon de 1881 (n° 3716).
- Mme Giesz. Buste en marbre. Salon de 1882 (n° 4199).
- Rieuse. Buste en marbre appartenant à Mme Giesz. Salon de 1882 (n° 4200). Le modèle en plâtre a figuré au Salon de 1874 (n° 2740)[3].
- Portrait de M. le baron Dubois. Salon de 1884 (n° 3362).
- Portrait de M. J. T... Médaillon en terre cuite. Salon de 1888 (n° 3906).
- Médaillon. Terre cuite. Salon de 1891 (n° 2370).
- Un médaillon. Plâtre teinté. Salon de 1894 (n° 2911).
- M. Maiche. Buste en terre cuite. Salon de 1895 (n° 2956).
- Mme X... Buste en plâtre. Salon de 1895 (n° 2957).
- Buste en plâtre appartenant à M. Cavaillé-Coll. Salon de 1897 (n° 2801).
- M. le capitaine Huiart. Buste en terre cuite. Salon de 1898 (n° 3268).
- Portrait de André Chapuy. Buste en plâtre appartenant à Mme Chapuy. Salon de 1899 (n° 3318).
- Alcibiade ou Jeune Grec avec son lévrier, Gray, musée Baron-Martin[3],[4].